# Parabagliettoa
Parabagliettoa Gueidan & Cl. Roux – rodzaj grzybów z rodziny brodawnicowatych (Verrucariaceae). Ze względu na współżycie z glonami zaliczany jest do grupy porostów.

## Systematyka i nazewnictwo
Pozycja w klasyfikacji według Index Fungorum: Verrucariaceae, Verrucariales, Chaetothyriomycetidae, Eurotiomycetes, Pezizomycotina, Ascomycota, Fungi.

## Gatunki
- Parabagliettoa cyanea (A. Massal.) Gueidan & Cl. Roux 2009 –  tzw. brodawnica ograniczona
- Parabagliettoa disjuncta (Arnold) Krzewicka 2012[3]
- Parabagliettoa dufourii (DC.) Gueidan & Cl. Roux 2009[3] –  tzw. brodawnica Dufoura

Nazwy naukowe na podstawie Index Fungorum. Nazwy polskie według W. Fałtynowicza.